# Donald Gregg
Donald P. Gregg trabajó para la CIA durante 31 años, entre 1951 y 1982. Luego de eso fue Consejero de Seguridad Nacional del vicepresidente George H. W. Bush, embajador de los Estados Unidos en Corea del Sur (1989 - 1993), y presidente de la Korea Society, donde ha hecho un llamado para un mayor compromiso con Corea del Norte. Comenzando en septiembre de 2009, Gregg se retiró del cargo de presidente emérito de la Korea Society. Su sucesor fue Thomas C. Hubbard.
Gregg entró a la CIA en el año 1951.  (No se sabe si Gregg trabajó en la oficina JM/WAVE de Miami, como Tarpley y Chaitkin dicen, o si conoció a Bush en ese entonces, cuando este último era el CEO de Zapata Corporation.) Gregg después sirvió a su país en Burma (1964-1966), Japan (1966-1969), Vietnam (1970-1972). Trabajó en el Phoenix Program, donde se reportó a  Ted Shackley (En 1976, Shackley se convirtió en Director Asociado Adjunto de Operaciones, el tercer puesto en la CIA).
Un amigo del Presidente George Bush, Sargento Gregg estuvo involucrado en el escándalo Irán-Contra desde el principio. El 17 de marzo de 1983, Félix Rodríguez conoció a Gregg en la Casa Blanca, y presentó su propuesta de cinco páginas para la creación de una "Fuerza de Tareas Tácticas" para los esfuerzos de "pacificación" en El Salvador, Guatemala y Nicaragua. Greg recomendó el plando de Rodríguez al consejero del Consejo Nacional de Seguridad Robert McFarlane, con un memorándum secreto de una página sobre las "operaciones anti-guerrilla en América Central". Esto marcó el comienzo del apoyo de Estados Unidos a los contras de Nicaragua. En junio de 1985, Gregg se reunió con Rodríguez y Coronel Steele del grupo militar Salvador trabajando con la red de suministros Contra. En diciembre de 1985 Rodríguez asistió a la fiesta de Navidad de Bush en la Casa Blanca y fue presentado como un viejo amigo de Gregg. En enero de 1986 Rodríguez se reunió con el suplente de Gregg en Salvador. En mayo de 1986 se reunió con Gregg, Bush, y Oliver North en la oficina de Bush. En agosto de 1986 Gregg se reunió con Rodríguez y Bush. (Gregg pronto se reúne con Alan Friers para apoyar la compra de armas desde Rodríguez en vez de Richard Secord.)  John K. Singlaub advirtió a North en septiembre de 1986 que mucho contacto con Rodríguez podría ser malo para la Administration.

## En la ficción
- El rol de Donald Gregg como embajador de Corea del Sur fue vagamente descrito como el del personaje Gregory Donald en la novela de 1995 Op-Center, parte de la serie de novelas Op-Center de Tom Clancy.